# كارل بيترسون (سياسي)
كارل بيترسون هو ثوري وسياسي لاتيفي، ولد في 1877 في لاتفيا، وتوفي في 17 يناير 1926 في نوفوروسيسك في روسيا بسبب سل. انتخب عضو الجمعية التأسيسية الروسية ‏.